# Palazzo INAIL (Roma)

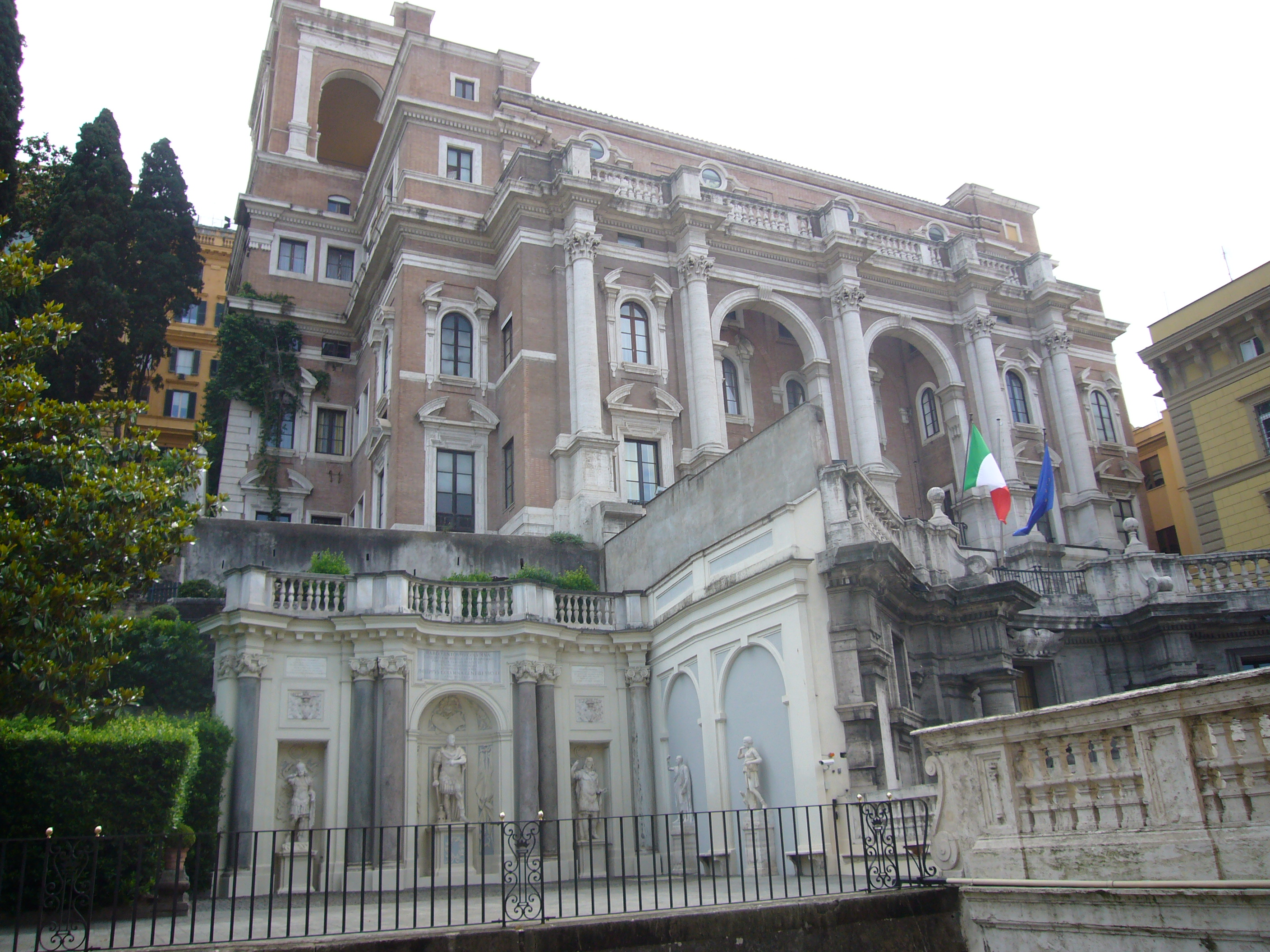
Vista do palácio a partir dos jardins do Palazzo Colonna.

Palazzo dell'I.N.A.I.L. ou Palazzo INAIL é um palácio neobarroco localizado na Via Quattro Novembre, no rione Trevi de Roma, bem ao lado do jardim do Palazzo Colonna.

## História
Seu nome é uma referência ao Istituto Nazionale per le Assicurazioni contro gli Infortuni sul Lavoro, cuja sede na capital italiana fica no local. Construído em 1934, com base num projeto de Armando Brasini e Guido Zevi no lugar onde ficava antes o Teatro Drammatico Nazionale. O teatro, construído com base num projeto do arquiteto Francesco Azzurri por iniciativa de Eugenio Tibaldi, foi inaugurado em 28 de julho de 1886, com a ópera "La Locandiera" de Carlo Goldoni.
Durante as obras de construção, foram descobertas duas esplêndidas estátuas de bronze da época tardo-helenística: o "Pugile" e o "Principe Ellenistico", hoje preservadas no Museo Nazionale Romano. Na Antiguidade, no local estavam as Termas de Constantino. A fachada do teatro era neoclássica com uma entrada com três arcos e uma lógia no primeiro piso coroada por um frontão semicircular encimado por uma água com asas abertas. A morte do fundador e a concorrência com outros teatros levaram, no final de 1929, à decisão de demolir o edifício para construção do palácio atual, de aspecto imponente: um corpo avançado central com um gigantesco nicho que se projeta para a via. Uma estátua de Alberto Felci representando o fascismo ficava no pátio interno.